# Szkalos Emil
Szkalos vagy Szkálos Emil (Losonctamási, 1877. november 29. – Rozsnyó, 1932. augusztus 11.) evangélikus lelkész, egyházi író, lapszerkesztő.

## Életútja
Az eperjesi evangélikus kollégiumban tanult.
Rozsnyón lett lelkész, szerkesztette a Rozsnyói Hírlapot, regionális és egyházi lapokban publikált.
Testvére Szkalos Cornél és Margit. Felesége Járossy Erzsébet (1885-1927) író-, újságírónő, gyermekei Ella, Erzsébet és Szabolcs András (1909-2003) közgazdász. Sírja a rozsnyói temetőben található.

## Művei
- 1929 Beszámoló brünni utamról. Evangélikus Lap VIII/5-6.
- 1931 A rozsnyói evangélikus egyház története.